# Trumansburg
Trumansburg és una població dels Estats Units a l'estat de Nova York. Segons el cens del 2000 tenia 1.581 habitants.

## Demografia
Segons el cens del 2000, Trumansburg tenia 1.581 habitants, 682 habitatges, i 424 famílies. La densitat de població era de 504,5 habitants per km².
Dels 682 habitatges en un 33,6% hi vivien nens de menys de 18 anys, en un 48,5% hi vivien parelles casades, en un 10,3% dones solteres, i en un 37,8% no eren unitats familiars. En el 33% dels habitatges hi vivien persones soles el 15,2% de les quals corresponia a persones de 65 anys o més que vivien soles. El nombre mitjà de persones vivint en cada habitatge era de 2,32 i el nombre mitjà de persones que vivien en cada família era de 2,97.
Per edats la població es repartia de la següent manera: un 26,9% tenia menys de 18 anys, un 5,9% entre 18 i 24, un 23% entre 25 i 44, un 28,6% de 45 a 60 i un 15,6% 65 anys o més.
L'edat mediana era de 42 anys. Per cada 100 dones de 18 o més anys hi havia 74,9 homes.
La renda mediana per habitatge era de 39.423 $ i la renda mediana per família de 58.194 $. Els homes tenien una renda mediana de 41.167 $ mentre que les dones 26.429 $. La renda per capita de la població era de 22.773 $. Entorn del 5% de les famílies i el 6,5% de la població estaven per davall del llindar de pobresa.